# آناستازیا ۸۲۴

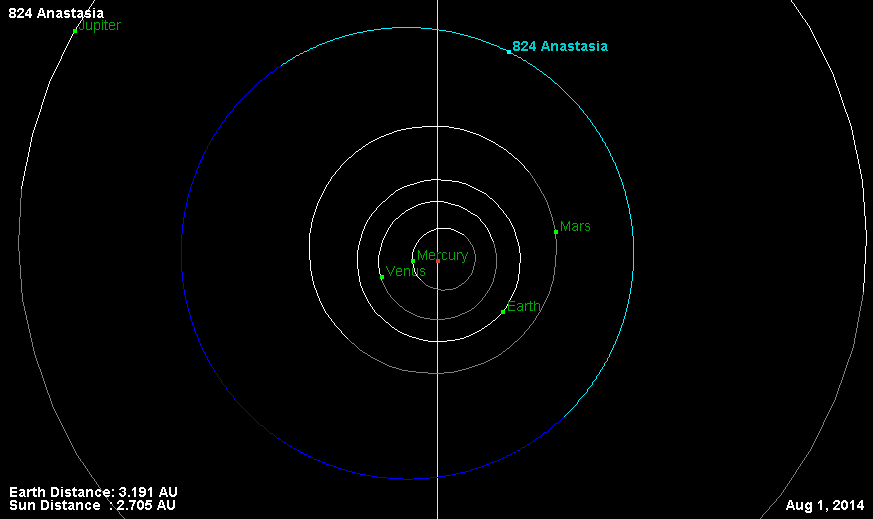
نمایی از محل قرارگیری سیارک آناستازیا ۸۲۴ در مدار – آگوست ۲۰۱۴

سیارک ۸۲۴ (به انگلیسی: 824 Anastasia، نامگذاری:1916ZH) هشتصد و بیست و چهارمین سیارک کشف شده‌است که در ۲۵ مارس ۱۹۱۶ و در رصدخانه سایمیز کشف شد.
قدر مطلق سیارک برابر ۱۰٫۴۱ است.